# Acacia capillaris
Acacia capillaris är en ärtväxtart som beskrevs av Alexander Segger George. Acacia capillaris ingår i släktet akacior, och familjen ärtväxter. Inga underarter finns listade i Catalogue of Life.